# Paul Treutler (Ingenieur)
Paul Treutler (* 8. April 1858 in Fürsten-Ellguth, Landkreis Oels; † 9. März 1938 in Aachen) war ein deutscher Ingenieur. Er war Vorsitzender des Vereins Deutscher Ingenieure (VDI).

## Leben
Paul Treutler war der Sohn eines Pastors. Nach dem Abitur in Brieg studierte er an der Bergakademie Freiberg und schloss mit Diplomen als Bergingenieur sowie Markscheider ab. Nach absolviertem Militärdienst führte ihn seine berufliche Laufbahn als Steiger und Betriebsassistent zur Zeche Borussia in den Ruhrbezirk, als technischer Leiter der Eisenerz- und Steinkohlengruben der Georgs-Marien-Hütte in die Nähe von Osnabrück und ebenfalls als technischer Leiter des Steinsalzbergwerks nach Inowrazlaw. 1897 siedelte er dauerhaft in die Region Aachen über, wo er als technischer Leiter und stellvertretendes Vorstandsmitglied für die Vereinigungsgesellschaft für Steinkohlenbau im Wurmrevier und nach deren Fusion 1907 für den Eschweiler Bergwerksverein tätig war. Während des Ersten Weltkriegs war Treutler Hauptmann des Landsturms und wurde im November 1915 mit dem Eisernen Kreuz II. Klasse ausgezeichnet. Im Juli 1916 wurde er vor dem Hintergrund einer gewünschten Steigerung der Kohleproduktion von seinem militärischen Kommando abberufen und wieder in seinen Zivilberuf eingesetzt. 1923 wurde er als Folge des passiven Widerstands zunächst inhaftiert und dann ausgewiesen. Nach seiner Rückkehr leitete er noch fünf Jahre die Geschäfte des Arbeitgeberverbandes für den Aachener Steinkohlebergbau. Zudem wurde er Mitglied des Aufsichtsrates des Eschweiler Bergwerksvereins.
Treutler war Mitglied des Kohlscheider Gemeinderates und auch Kreistags- sowie Kreisausschussmitglied und Kreisdeputierter im Landkreis Aachen. Dem Verein Deutscher Ingenieure (VDI) trat er vor 1897 während seiner Tätigkeit in Inowrazlaw bei. In den Jahren 1907 bis 1909 war er Mitglied des VDI-Vorstands. Zunächst als stellvertretender Vorsitzender und nach dem Ableben von Ernst Heller im Juni 1909 als Vorsitzender. Zweimal war Treutler Vorsitzender des Aachener VDI-Bezirksvereins. Dieser ernannte ihn 1912 zu seinem Ehrenmitglied. Weitere Auszeichnungen, die er erhielt, waren die Ehrenmitgliedschaft des Vereins der Steinkohlewerke des Aachener Bezirks und der Schlageterschild.
Treutler war zweimal verheiratet. Seine erste Frau starb wenige Jahre nach der Hochzeit. Zuvor war bereits eines der gemeinsamen Kinder gestorben. Seine zweite Frau überlebte ihn.